# (129555) Armazones
(129555) Armazones est un astéroïde de la ceinture principale.

## Description
(129555) Armazones est un astéroïde de la ceinture principale. Il fut découvert le 30 octobre 1996 à Colleverde par Vincenzo Silvano Casulli. Il présente une orbite caractérisée par un demi-grand axe de 2,37 UA, une excentricité de 0,17 et une inclinaison de 4,3° par rapport à l'écliptique.